# Carl Gustaf Sundling
Carl Gustaf Sundling (i riksdagen kallad Sundling i Söderby), född 10 april 1826 i Tibble församling, Uppsala län, död 25 mars 1895 i Salems församling, Stockholms län, var en svensk lantbrukare och riksdagsman. Han var far till riksdagsmannen Axel Sundling.
Sundling var hemmansägare i Söderby i Stockholms län. Som riksdagsman var han ledamot av andra kammaren för Södertörns domsagas valkrets vid höstriksdagen 1887.